# Helena Jäderblom
Helena Jäderblom (* 16. Oktober 1958 in Göteborg) ist eine schwedische Juristin und Richterin am Europäischen Gerichtshof für Menschenrechte.

## Leben und Wirken
Nach dem Studium der Rechtswissenschaften erwarb Jäderblom 1983 an der Universität Uppsala den Titel Master of Laws. Im selben Jahr absolvierte sie einen Kurs über Seerecht an der Universität Oslo. Von 1987 bis 1993 war sie Assistenzrichterin am Kammarrätt in Stockholm und den diesem untergeordneten unterinstanzlichen schwedischen Verwaltungsgerichten. Von 1993 bis 1994 war sie als Dozentin für Staats- und Verwaltungsrecht an der Universität Stockholm tätig. Anschließend arbeitete sie bis 2003 in der Abteilung für Verfassungsrecht im schwedischen Justizministerium, zuletzt als deren Leiterin. 2002 wechselte sie als Leiterin in die Abteilung für Gnadenrecht und war gleichzeitig Mitglied verschiedener Kommissionen die Menschenrechte betreffend. Von 2005 bis 2007 war Jäderblom volle Richterin am Kammarrätt, ab 2007 Vorsitzende Richterin. 2011 wurde sie Richterin am Obersten Verwaltungsgericht Schwedens. Im Juni 2012 wurde sie als Nachfolgerin von Elisabet Fura als Vertreterin Schwedens zur Richterin am Europäischen Gerichtshof für Menschenrechte gewählt. Sie trat ihre eigentlich bis 2021 dauernde Amtszeit am 26. September 2012 an. Ab 1. Februar 2017 war sie Präsidentin der dortigen Sektion III, nachdem sie zuvor deren Vizepräsidentin gewesen war. Ihre Amtszeit schöpfte sie jedoch nicht aus, sondern wurde 2018 Richterin am Högsta förvaltningsdomstolen, dem obersten schwedischen Verwaltungsgericht. Ihr Nachfolger wurde Erik Wennerström.